# Simulium aequifurcatum
Simulium aequifurcatum es una especie de insecto del género Simulium, familia Simuliidae, orden Diptera.
Fue descrita científicamente por Lutz en 1910.